# Kuroda Nagamasa
Kuroda Nagamasa (黒田長政?   1568-1623) fue un samurái y daimyō durante el período Sengoku hasta el periodo Edo de la historia de Japón. Nagamasa fue hijo de Kuroda Yoshitaka.
Nagamasa participó durante las invasiones japonesas a Corea convocadas por Toyotomi Hideyoshi y posteriormente sirvió bajo las órdenes de Tokugawa Ieyasu, por quien peleó durante la Batalla de Sekigahara. Después de la victoria, recibió como recompensa dos feudos valuados en 640.000 koku en conjunto; allí decidió construir el Castillo Fukuoka.
Su última aparición militar fue durante el Asedio de Osaka, donde el shogunato Tokugawa se enfrentó en contra de las fuerzas del hijo de Hideyoshi, Toyotomi Hideyori.
Nagamasa falleció en 1623.